# Segling vid olympiska sommarspelen 1932
De olympiska tävlingarna i segling 1932 avgjordes mellan den 5 och 12 augusti, tävlingarna hölls i Port of Los Angeles utanför Los Angeles. 57 deltagare från 11 länder tävlade i fyra grenar.

## Båtklasser
- Utrustning:

| Klass    | Typ    | Seglare | Trapets | Storsegel | Fock | Spinnaker | Första OS |
| -------- | ------ | ------- | ------- | --------- | ---- | --------- | --------- |
| Snowbird | Jolle  | 1       | 0       | x         | x    | -         | 1932      |
| Starbåt  | Kölbåt | 2       | 0       | x         | x    | -         | 1932      |
| 6 meter  | Kölbåt | 5       | 0       | x         | x    | x         | 1908      |
| 8 meter  | Kölbåt | 6       | 0       | x         | x    | x         | 1908      |

- Design:

## Medaljörer
| Gren                 | Guld | Silver                                                                                       | Brons                                                        |
| Snowbird Detaljer... | Jacques Lebrun Frankrike | Bob Maas Nederländerna                                                                       | Santiago Amat Spanien                                        |
| Starbåt Detaljer...  | USA Gilbert Gray Andrew Libano | Storbritannien George Colin Ratsey Peter Jaffe                                               | Sverige Gunnar Asther Daniel Sundén-Cullberg                 |
| 6 meter Detaljer...  | Sverige S/Y Bissbi Tore Holm Olle Åkerlund Åke Bergqvist Martin Hindorff                                                                                                   | USA Robert Carlson Temple Ashbrook Frederic Conant Emmett Davis Donald Douglas Charles Smith | Kanada Philip Rogers Gardner Boultbee Ken Glass Jerry Wilson |
| 8 meter Detaljer...  | USA Owen Churchill John Biby Alphonse Burnand Kenneth Carey William Cooper Pierpont Davis Carl Dorsey John Huettner Richard Moore Alan Morgan Robert Sutton Thomas Webster | Kanada Ronald Maitland Ernest Cribb Peter Gordon George Gyles Harry Jones Hubert Wallace     | Inga fler tävlande.                                          |

## Medaljtabell
| Pl.    | Nation         | Guld | Silver | Brons | Totalt |
| ------ | -------------- | ---- | ------ | ----- | ------ |
| 1      | USA            | 2    | 1      | 0     | 3      |
| 2      | Sverige        | 1    | 0      | 1     | 2      |
| 3      | Frankrike      | 1    | 0      | 0     | 1      |
| 4      | Kanada         | 0    | 1      | 1     | 2      |
| 5      | Storbritannien | 0    | 1      | 0     | 1      |
| 5      | Nederländerna  | 0    | 1      | 0     | 1      |
| 7      | Spanien        | 0    | 0      | 1     | 1      |
| Totalt |                | 4    | 4      | 3     | 11     |